# Revue numismatique
La Revue numismatique française (poi Revue numismatique) è una rivista di numismatica francese.

## Storia editoriale
Venne fondata nel 1835 da Louis de La Saussaye ed Étienne Cartier. Si occupa di numismatica e di storia della moneta oltre che di archeologia, storia economica, storia dell'arte nonché epigrafia, sigillografia e glittica nel loro rapporto con lo studio della moneta, della medaglia e di altri oggetti monetiformi.
Il primo numero è uscito nel 1836.
Nel 1855 i due direttori, a pagina 44, annunciano la cessione della proprietà della Revue numismatique a Jean de Witte e a Adrien de Longpérier.
Dal 1856 venne pubblicata dai due nuovi direttori. Reca, per adeguarsi al desiderio di Cartier, l'annotazione : "Nouvelle série" tome I, 1856.
Nel 1865, sotto la direzione di Jean de Witte e d'Adrien Prévost de Longpérier, la Revue numismatique fonda la Société française de numismatique.
La Revue numismatique ha contribuito notevolmente alla conoscenza delle monete galliche.

## Lista dei direttori e segretari della rivista
| Periodo   | Direzione                                             | Segreteria                           |
| --------- | ----------------------------------------------------- | ------------------------------------ |
| 1836-1855 | É. Cartier / Louis de La Saussaye                     |                                      |
| 1856-1877 | J. de Witte / A. de Longpérier                        |                                      |
| 1883-1905 | A. de Barthélémy / G. Schlumberger / E. Babelon       | J.A. Blanchet 1893-1901              |
| 1906-1923 | J.A. Blanchet /G. Schlumberger / E. Babelon           | A. Dieudonné 1902-1923               |
| 1924-1929 | J.A. Blanchet /G. Schlumberger / A. Dieudonné         |                                      |
| 1930      | J.A. Blanchet / A. Dieudonné / M. Prou                |                                      |
| 1931-1938 | J.A. Blanchet / A. Dieudonné                          | P. Le Gentilhomme 1934-1944          |
| 1939-1945 | J.A. Blanchet / A. Dieudonné / J. Babelon             |                                      |
| 1945-1947 | J.A. Blanchet / J. Babelon / P. Le Gentilhomme        | J. Lafaurie 1945-1959/61             |
| 1947-1956 | J.A. Blanchet / J. Babelon / P. Prieur                |                                      |
| 1957      | J. Babelon                                            |                                      |
| 1958-1961 | J. Babelon / P. Prieur / J. Lafaurie                  | J. Lafaurie et G. Le Rider 1958-1961 |
| 1962-1972 | J. Babelon / J. Lafaurie / G. Le Rider /J. Tricou     | J.-B. Giard 1962-1972                |
| 1972-1973 | J. Lafaurie / G. Le Rider / J. Tricou                 | J.-B. Giard et M. Dhénin 1973        |
| 1974-1975 | / J. Lafaurie / G. Le Rider / J. Tricou / J.-B. Giard | M. Dhénin 1973-1982                  |
| 1976      | J. Tricou / J.-B. / Giard / H. Nicolet                |                                      |
| 1977-1986 | J.-B. Giard / H. Nicolet / F. Dumas                   | Bompaire et G. Morrisson 1983        |